# كستيو كلايتون
كستيو كلايتون (مواليد 5 أكتوبر 1987) هو ملاكم كندي، مثّل بلاده في الألعاب الأولمبية الصيفية 2012.

## روابط خارجية
كستيو كلايتون على موقع بوكس ريك (الإنجليزية) (registration required)
- كستيو كلايتون على موقع أوليمبيديا (الإنجليزية)
- كستيو كلايتون على موقع اللجنة الأولمبية الكندية (الإنجليزية)
- كستيو كلايتون على موقع اتحاد ألعاب الكومنولث (مؤرشف) (الإنجليزية)